# 전주효림초등학교
전주효림초등학교는 대한민국 전북특별자치도 전주시 완산구에 있는 초등학교이다.

## 학교 연혁
- 1996.10.15 전주효림초등학교 설립인가
- 1996.10.15 개교(1~5학년 21학급 편성)
- 1997.09.01 제1대 김종관 교장 부임
- 1997.09.01 교육부지정 민주시민교육 시범학교 운영
- 1998.02.19 제1회 졸업생(195명)
- 1999.09.01 제2대 박윤홍 교장 부임
- 2003.09.01 제3대 성선경 교장 부임
- 2003.11.05 도지정 청소년 보호(YP) 시범학교 운영
- 2004.02.13 제6회 졸업식
- 2004.03.01 43학급 편성
- 2005.02.17 제7회 졸업식
- 2005.03.01 42학급 편성
- 2005.03.01 제4대 박세근 교장 부임
- 2006.02.17 제8회 졸업식
- 2006.03.01 40학급 편성
- 2006.03.01 제5대 이규접 교장 부임
- 2007.02.09 제9회 졸업식
- 2007.03.01 37학급 편성
- 2008.02.15 제10회 졸업식
- 2008.03.01 39학급 편성
- 2009.02.13 제11회 졸업식
- 2009.03.01 36학급 편성
- 2009.09.01 제6대 한병현 교장 부임
- 2010.02.10 제12회 졸업식
- 2010.03.01 34학급 편성
- 2012.02.15 제14회 졸업식
- 2012.03.01 31학급 편성
- 2013.02.08 제15회 졸업식
- 2013.03.01 31학급 편성
- 2013.03.01 제7대 이종주 교장 부임
- 2014.02.12 제16회 졸업식
- 2014.03.01 27학급 편성
- 2015.02.12 제17회 졸업식
- 2015.03.01 25학급 편성
- 2015.03.01 제8대 유재복 교장 부임